# Ashley Torres
Ashley Torres (sinh ngày 15 tháng 9 năm 1985) là một cầu thủ bóng đá người Belize hiện tại thi đấu cho Placencia Assassins và Đội tuyển bóng đá quốc gia Belize as a Tiền đạo (bóng đá)|tiền đạo.